# Рохас, Рафаэль
Рафаэль Умберто Рохас Моралес (исп. Rafael Humberto Rojas Morales) (16 апреля 1961, Сан-Хосе, Коста-Рика) — мексиканский и коста-риканский актёр театра и кино и режиссёр. Рост — 183 см.

## Биография
Родился 16 апреля 1961 года в Сан-Хосе. В возрасте 7 лет дебютировал в качестве театрального актёра, неплохо сыграв в детском спектакле. После окончания средней школы учился в консерватории Де Кастелло в Коста-Рике и изучал актёрское мастерство, также увлекался моделированием. В возрасте 22-х лет переехал в Мексику и тут же был зачислен в штат телекомпании Televisa, дебютировал в 1983 году, и с тех пор принял участие в 37 работах в кино и телесериалах в качестве актёра и режиссёра. Был номинирован 5 раз на премии Califa de Oro и TVyNovelas, где победил только 1 раз в первой премии.

## Личная жизнь
Рафаэль Рохас был женат дважды. Первой супругой актёра являлась костариканка, и женился он в возрасте 19 лет. Всё кончилось разводом. Второй супругой актёра является мексиканка Ева Исанта, и женился он в возрасте 29 лет. У супружеской пары трое детей — Исла, Мар и Нешкала.

## Фильмография

### В качестве актёра

#### Избранные телесериалы
- 1983 — «Бедная сеньорита Лимантур»
- 1985-2007 — «Женщина, случаи из реальной жизни»
- 1987 — «Пятнадцатилетняя, или подростки» — Херардо Фернандес Саркосер.
- 1987-88 — «Тихая любовь» — Себастьян.
- 1989 — «Умираю, чтобы жить»
- 1990 — «Моя маленькая Соледад» — Лало.
- 2000-01 — «Личико ангела» — Гаспар.
- 2003 — «Истинная любовь» — Амадео Корона.
- 2003-04 — «Ночная Мариана» — Херардо Монтьель.

### В качестве режиссёра

#### Избранные телесериалы
- 1998 — «Живу ради Елены»

## Театральные работы
- «Последняя пятница»